# Sutor Basket Montegranaro
Sutor Basket Montegranaro es un club de baloncesto italiano con sede en la ciudad italiana de Montegranaro, fundado en 1955. Compite en la Serie B, el tercer nivel del baloncesto en Italia.

## Historia
El club fue fundado en 1947 con la denominación Società Sportiva Enzo Bassi, hasta que en 1955 cambia por la de Società Sportiva Sutor. Sutor, en latín significa zapatero, haciendo referencia a la industria del calzado predominante en la zona.
Compite en categorías inferiores hasta que en 2006, a pesar de terminar en la séptima posición en la fase regular de la Legadue, gana los play-offs, ascendiendo a la máxima categoría del baloncesto italiano, donde se mantuvo hasta 2014.

## Palmarés
- Campeón Liga Regular B1 - 2003
- Finalista Legadue - 2005

## Plantilla actual

### Jugadores históricos
- Elias Ayuso 1 temporada: '01-'02
- Augusto Binelli 1 temporada: '01-'02
- Randolph Childress 3 temporadas: '04-'07
- Marcus Vinicius (Marquinhos) 1 temporada: '04-'05